# John Davies
John Griffith Davies (Willoughby, 17 de maio de 1929 – 24 de março de 2020) foi um nadador australiano, campeão olímpico em 1952.

## Biografia
Depois de aposentado da natação, tornou-se advogado na Califórnia, e depois de naturalizar-se americano, virou um juiz em 1986.

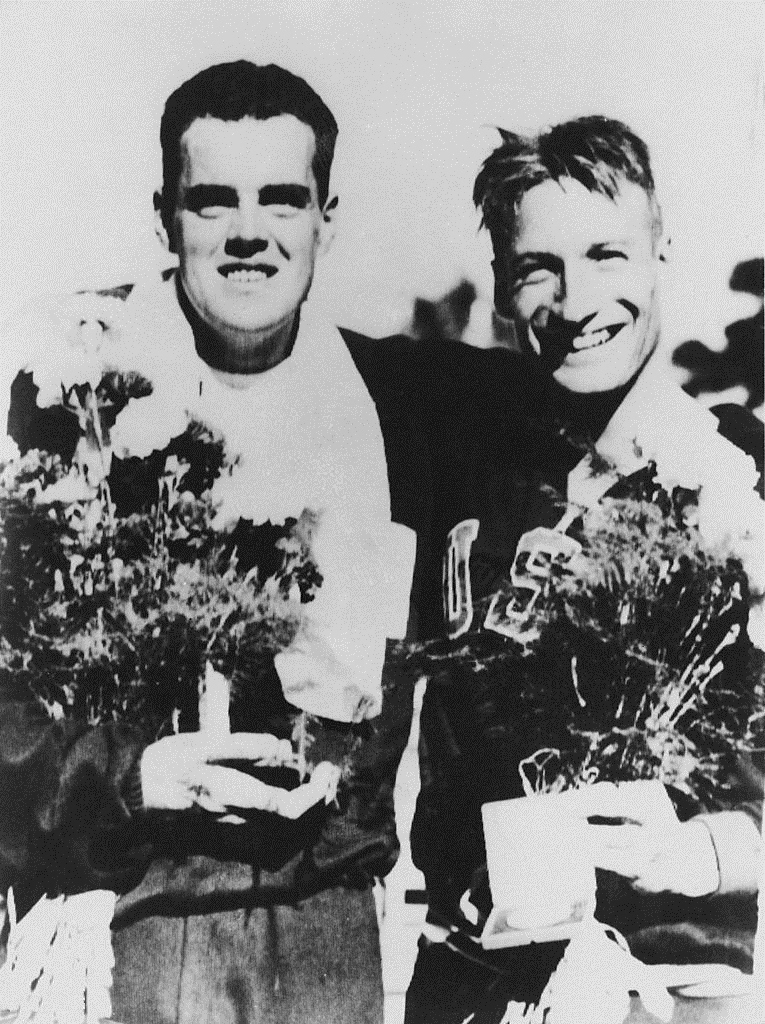
John Davies e Bowen Stassforth em 1952.

Morreu no dia 24 de março de 2020, aos 90 anos, em decorrência de um câncer.